# NGC 3267
NGC 3267 é uma galáxia lenticular (SB0) localizada na direcção da constelação de Antlia. Possui uma declinação de -35° 19' 22" e uma ascensão recta de 10 horas, 29 minutos e 48,5 segundos.
A galáxia NGC 3267 foi descoberta em 18 de Abril de 1835 por John Herschel.